# Sumpstövslända
Sumpstövslända (Valenzuela atricornis) är en insektsart som först beskrevs av Mclachlan 1869.  Sumpstövslända ingår i släktet Valenzuela och familjen fransvingestövsländor. Arten är reproducerande i Sverige. Inga underarter finns listade i Catalogue of Life.